# Kefersteinia
Kefersteinia – rodzaj roślin z rodziny storczykowatych (Orchidaceae). Obejmuje 63 gatunków występujących w Ameryce Środkowej i Południowej w takich krajach i regionach jak: Boliwia, Kolumbia, Kostaryka, Ekwador, Gujana Francuska, Gwatemala, Meksyk, Nikaragua, Panama, Peru, Surinam, Wenezuela.

## Systematyka
Rodzaj sklasyfikowany do podplemienia Zygopetalinae w plemieniu Cymbidieae, podrodzina epidendronowe (Epidendroideae), rodzina storczykowate (Orchidaceae), rząd szparagowce (Asparagales) w obrębie roślin jednoliściennych.
Wykaz gatunków
- Kefersteinia alata Pupulin
- Kefersteinia alba Schltr.
- Kefersteinia andreettae G.Gerlach, Neudecker & Seeger
- Kefersteinia angustifolia Pupulin & Dressler
- Kefersteinia auriculata Dressler
- Kefersteinia aurorae D.E.Benn. & Christenson
- Kefersteinia bengasahra D.E.Benn. & Christenson
- Kefersteinia bismarckii Dodson & D.E.Benn.
- Kefersteinia candida D.E.Benn. & Christenson
- Kefersteinia carolorum Carnevali & Cetzal
- Kefersteinia chocoensis G.Gerlach & Senghas
- Kefersteinia costaricensis Schltr.
- Kefersteinia delcastilloi D.E.Benn. & Christenson
- Kefersteinia elegans Garay
- Kefersteinia endresii Pupulin
- Kefersteinia escalerensis D.E.Benn. & Christenson
- Kefersteinia escobariana G.Gerlach & Neudecker
- Kefersteinia excentrica Dressler & Mora-Ret.
- Kefersteinia expansa (Rchb.f.) Rchb.f.
- Kefersteinia forcipata (Rchb.f.) P.A.Harding
- Kefersteinia gemma Rchb.f.
- Kefersteinia graminea (Lindl.) Rchb.f.
- Kefersteinia guacamayoana Dodson & Hirtz
- Kefersteinia heideri Neudecker
- Kefersteinia hirtzii Dodson
- Kefersteinia klabochii (Rchb.f.) Schltr.
- Kefersteinia koechliniorum Christenson
- Kefersteinia lactea (Rchb.f.) Schltr.
- Kefersteinia lafontainei Senghas & G.Gerlach
- Kefersteinia laminata Rchb.f.
- Kefersteinia lojae Schltr.
- Kefersteinia maculosa Dressler
- Kefersteinia medinae Pupulin & G.Merino
- Kefersteinia microcharis Schltr.
- Kefersteinia minutiflora Dodson
- Kefersteinia mystacina Rchb.f.
- Kefersteinia niesseniae P.Ortiz
- Kefersteinia ocellata Garay
- Kefersteinia orbicularis Pupulin
- Kefersteinia oscarii P.Ortiz
- Kefersteinia parvilabris Schltr.
- Kefersteinia pastorellii Dodson & D.E.Benn.
- Kefersteinia pellita Rchb.f. ex Dodson & D.E.Benn.
- Kefersteinia perlonga Dressler
- Kefersteinia pseudopellita P.A.Harding
- Kefersteinia pulchella Schltr.
- Kefersteinia pusilla (C.Schweinf.) C.Schweinf.
- Kefersteinia retanae G.Gerlach ex C.O.Morales
- Kefersteinia richardhegerlii R.Vásquez & Dodson
- Kefersteinia ricii R.Vásquez & Dodson
- Kefersteinia saccata Pupulin
- Kefersteinia salustianae D.E.Benn. & Christenson
- Kefersteinia sanguinolenta Rchb.f.
- Kefersteinia stapelioides Rchb.f.
- Kefersteinia stevensonii Dressler
- Kefersteinia taurina Rchb.f.
- Kefersteinia tinschertiana Pupulin
- Kefersteinia tolimensis Schltr.
- Kefersteinia trullata Dressler
- Kefersteinia vasquezii Dodson
- Kefersteinia villenae D.E.Benn. & Christenson
- Kefersteinia villosa D.E.Benn. & Christenson
- Kefersteinia wercklei Schltr.